# 해메

지역 문장

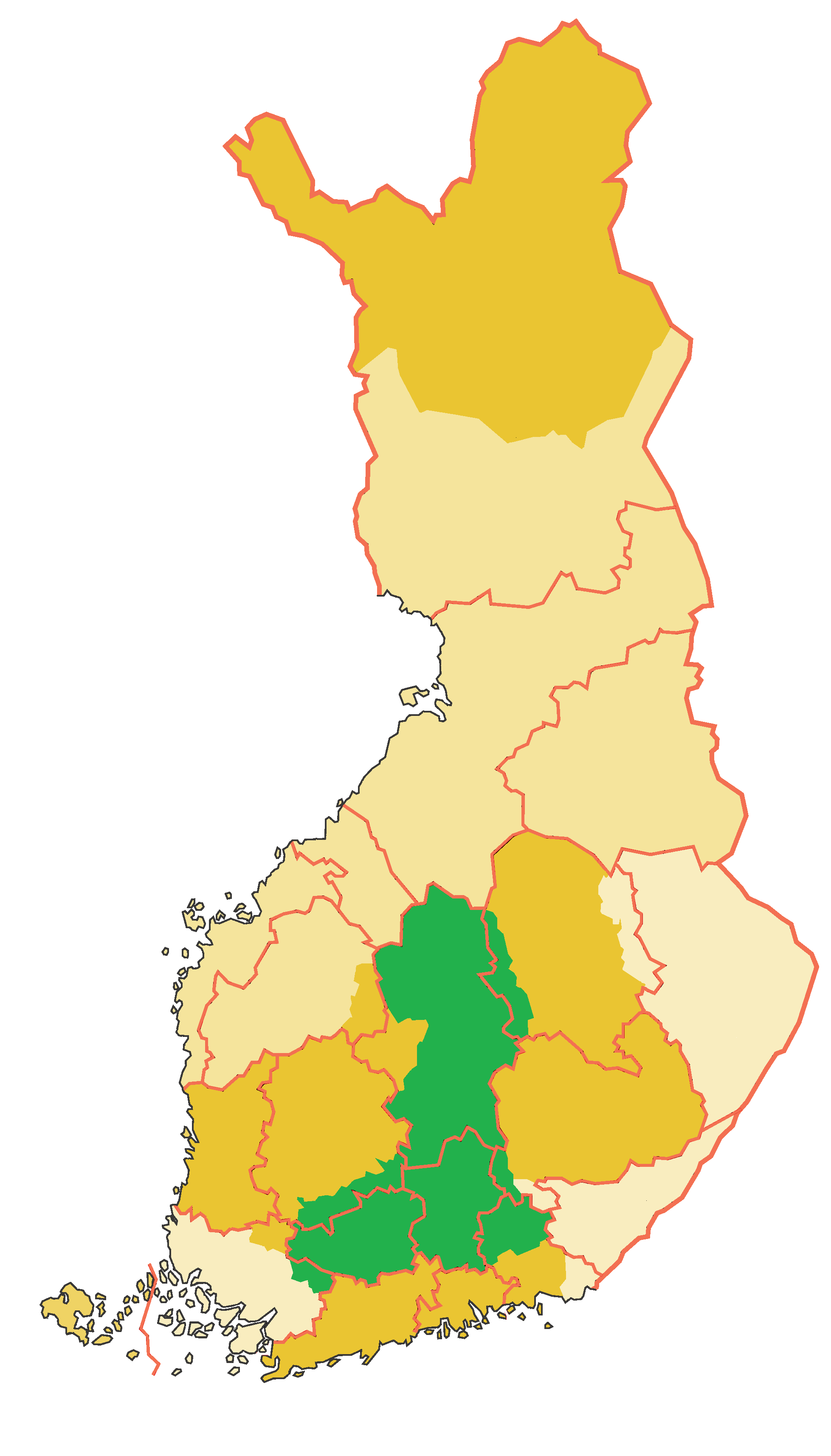
해메의 위치 (연두색으로 표시된 지역)

해메(핀란드어: Häme, 스웨덴어: Tavastland, 러시아어: Yam 또는 Yemi)는 핀란드의 역사적 지역으로 현재의 핀란드 남부에 위치한다. 스웨덴어 이름인 타바스틀란드(Tavastland), 영어 이름인 타바스티아(Tavastia)라고 부르기도 한다.
남서쪽으로는 남서핀란드, 서쪽으로는 사타쿤타, 북쪽으로는 포흐얀마, 동쪽으로는 사보, 남쪽으로는 우시마와 접하며 현재의 핀란드의 지역인 중앙수오미 지역, 퀴멘락소 지역, 패이얘트해메 지역, 칸타해메 지역이 속한다.